# Eupeodes pingreensis
Eupeodes pingreensis är en tvåvingeart som först beskrevs av Fluke 1930.  Eupeodes pingreensis ingår i släktet fältblomflugor, och familjen blomflugor. Inga underarter finns listade i Catalogue of Life.